# Acronomastax butticerca
Acronomastax butticerca is een rechtvleugelig insect uit de familie Episactidae. De wetenschappelijke naam van deze soort is voor het eerst geldig gepubliceerd in 1903 door Saussure.